# Ыры
Ыры (𐍧, коми ыры, также ы, иры, ыри) — двадцать третья буква древнепермского алфавита, использовавшегося для записи языка коми и в качестве тайнописи старорусского языка.

## Использование
Буква 𐍧 обозначала звук [ɨ], что соответствует кириллической букве Ы ы в алфавите Молодцова и современном алфавите. В русских тайнописных текстах не использовалась, вместо неё применялась 𐍨, построенная аналогично кириллической ы (ꙑ).
Также использовалась для обозначения числа 600 (иногда в сочетании с титлом, аналогично кириллической системе счисления).

## Название
В различных списках встречаются варианты названий ы, и, вероятно ошибочно, ѣ и янь (шуй-вариант, близкий к древнепермскому оригиналу и вычегодскому диалекту), а также иры и ыри (шой-вариант, близкий к сысольскому диалекту). В. И. Лыткин полагает, что первоначальным названием буквы было ы, то есть просто соответствующий букве звук, а вариант иры возник под влиянием русского названия буквы Ы (еры).
В некоторых списках буква вовсе отсутствует.

## Начертание
Происхождение буквы, предположительно, связано с пасами.

## Кодировка
Буква была закодирована в блоке Юникода «Древнепермское письмо» (англ. Old Permic) в версии 7.0, вышедшей 16 июня 2014 года, под кодом U+10367.